# CD80

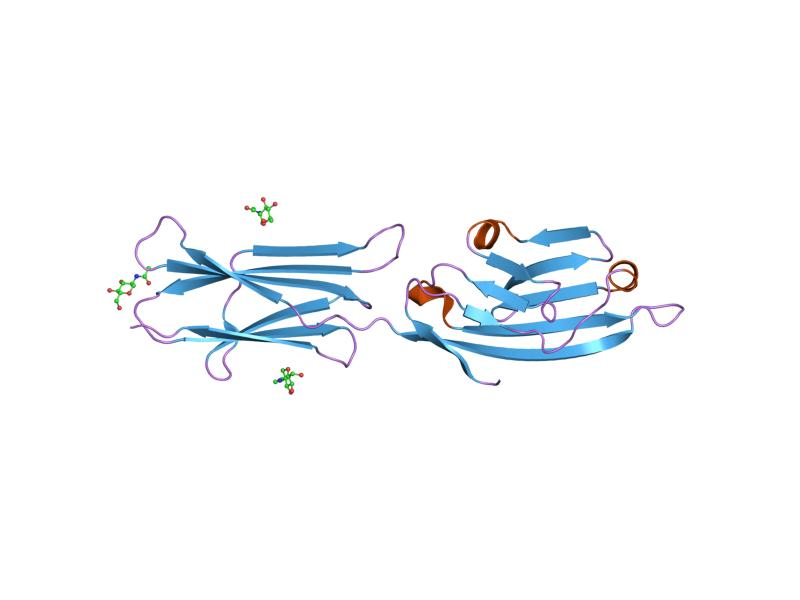
Struktura CD80

CD80 (ang. cluster of differentiation 80, synonimy: B7, BB1, B7-1, B7.1, LAB7, CD28LG, CD28LG1) – białko występujące przede wszystkim na powierzchni aktywowanych komórek prezentujących antygen (szczególnie limfocytów B, komórek dendrytycznych i makrofagów), dostarczające sygnał kostymulujący limfocytom T. CD80 zwykle współdziała z blisko spokrewnioną cząsteczką CD86. Ligandami dla CD80 i CD86 są: CD28 (cząsteczka aktywująca) oraz CTLA-4 (cząsteczka hamująca aktywację limfocytów). Białko CD80 kodowane jest przez gen o tej samej nazwie, znajdujący się na chromosomie 13 w położeniu 13q13.3-q21.